# Tausend-Mark-Sperre
Die Tausend-Mark-Sperre war eine Wirtschaftssanktion, die am 27. Mai 1933 von der deutschen Reichsregierung gegen Österreich verhängt worden war und die am 1. Juli 1933 in Kraft trat. Deutsche Staatsbürger mussten fortan vor jeder Reise nach oder durch Österreich dem Deutschen Reich eine Gebühr von 1000 Reichsmark zahlen, ausgenommen im kleinen Grenzverkehr. Die Zahlung der Gebühr wurde im Pass vermerkt und war somit leicht kontrollierbar. Ebenso konnte wegen der in Europa damals verbreiteten Visumpflicht eine heimliche Einreise nach Österreich über Umwege bei der Rückkehr nach Deutschland sofort erkannt werden.
Ziel war die Schwächung der österreichischen Wirtschaft, die schon zu dieser Zeit stark vom Tourismus abhängig war. Die Sperre wurde nach dem Juliabkommen vom 11. Juli 1936 rechtlich wieder aufgehoben. Die tatsächlich-praktische Umsetzung dieser Aufhebung erfolgte zum 31. August 1936.

## Geschichte

### Auslöser und Folgen
Die Maßnahme sollte den Sturz des zu diesem Zeitpunkt schon diktatorisch agierenden Bundeskanzlers Engelbert Dollfuß herbeiführen. Vorgeschobener Auslöser war die Ausweisung des bayerischen Justizministers Hans Frank aus Österreich. Frank gehörte zu den führenden Nationalsozialisten im Deutschen Reich, er zählte zur Alten Garde Hitlers. Seine Ausweisung war erfolgt, nachdem er in einer Rede in Graz am 15. Mai 1933 mit der aktiven Einmischung der deutschen Regierung in die österreichische Innenpolitik gedroht hatte, da Österreich ja „deutscher Teilstaat“ sei.
Die finanzielle Hürde erwies sich als wirksam. Der Anteil deutscher Touristen am österreichischen Fremdenverkehr betrug 1932 ca. 40 %. Die Gesamtzahl der Übernachtungen sank von 19,9 Mio. im Jahr 1932 auf 16,5 Mio. im darauffolgenden Jahr. Der Tiefpunkt wurde im Jahr 1934 mit 15,9 Mio. Nächtigungen erreicht. Allein in Tirol wurde ein Rückgang der Übernachtungen von 4,4 Millionen (in den Jahren 1929/1933) auf 500.000 (in den Jahren 1933/38) verzeichnet. Die Sperre hatte auch massive Auswirkungen auf die Universitätslandschaft. Nicht nur an der Universität Graz waren viele reichsdeutsche Studenten immatrikuliert gewesen, die danach zu Hunderten wieder an deutsche Universitäten wechselten.
In der neueren Geschichtsschreibung wird die Wirkung der Sperre relativiert. Zum einen erreichten die Wirkungen der Ende der 1920er einsetzenden Weltwirtschaftskrise zeitgleich ihren Höhepunkt. Zum anderen bot die Sperre „einen Kristallisationspunkt, an dem das abstrakte, für den Durchschnittsbürger konkret nicht begreifbare Problem einer grundlegenden Wirtschaftskrise diskutiert werden konnte.“
Auch zeitgenössische Quellen behaupteten, der „Anschlag auf den österreichischen Fremdenverkehr“ sei missglückt, weil die Umsätze des Fremdenverkehrs im Jahre 1933 „was die Einnahmen anlangt – und darauf kommt es letzten Endes an – den Umfang des Jahres 1932“ erreicht haben sollen.

### Gegenmaßnahmen
Die österreichische Regierung entwickelte eine Reihe von Maßnahmen, um dem starken Nächtigungsrückgang entgegenzuwirken, während von einzelnen Fremdenverkehrsgemeinden mit Forderungen nach einer Einigung mit Deutschland interveniert wurde. Neben massiven Unterstützungen für die marode Hotellerie wurde die Fremdenverkehrswerbung in anderen Quellgebieten intensiviert, großangelegte Kinderferienaktionen gestartet, Vergünstigungen für längere Reisen mit der Österreichischen Bahn angeboten und Druck auf Beamte ausgeübt, ihren Urlaub in Österreich zu verbringen (bis hin zu zusätzlichen Urlaubstagen, abhängig vom Reiseziel). Zahlreiche lokale Projekte erhöhten die Attraktivität von österreichischen Reisezielen. Eines der bedeutendsten Beispiele ist die 1935 eröffnete Großglockner-Hochalpenstraße.
Es entstanden zahlreiche Filme, die vor allem um Touristen aus anglo- und frankophonen Ländern warben, so etwa Carneval in Vienna (1935), Rendezvous in Wien (1936), Wie ein Franzose Wien sieht (1937) oder Wiener Mode (1937). Besonders hervorzuheben ist Singende Jugend (1936, Regie: Max Neufeld); dieser Film zeigt die Wiener Sängerknaben auf der neu eröffneten Großglockner-Hochalpenstraße und hatte im Ausland tatsächlich gute Besuchszahlen. In der Tschechoslowakei wurde er sogar zum besten ausländischen Film des Jahres 1936 gewählt.